# Phú Xuân trà xã

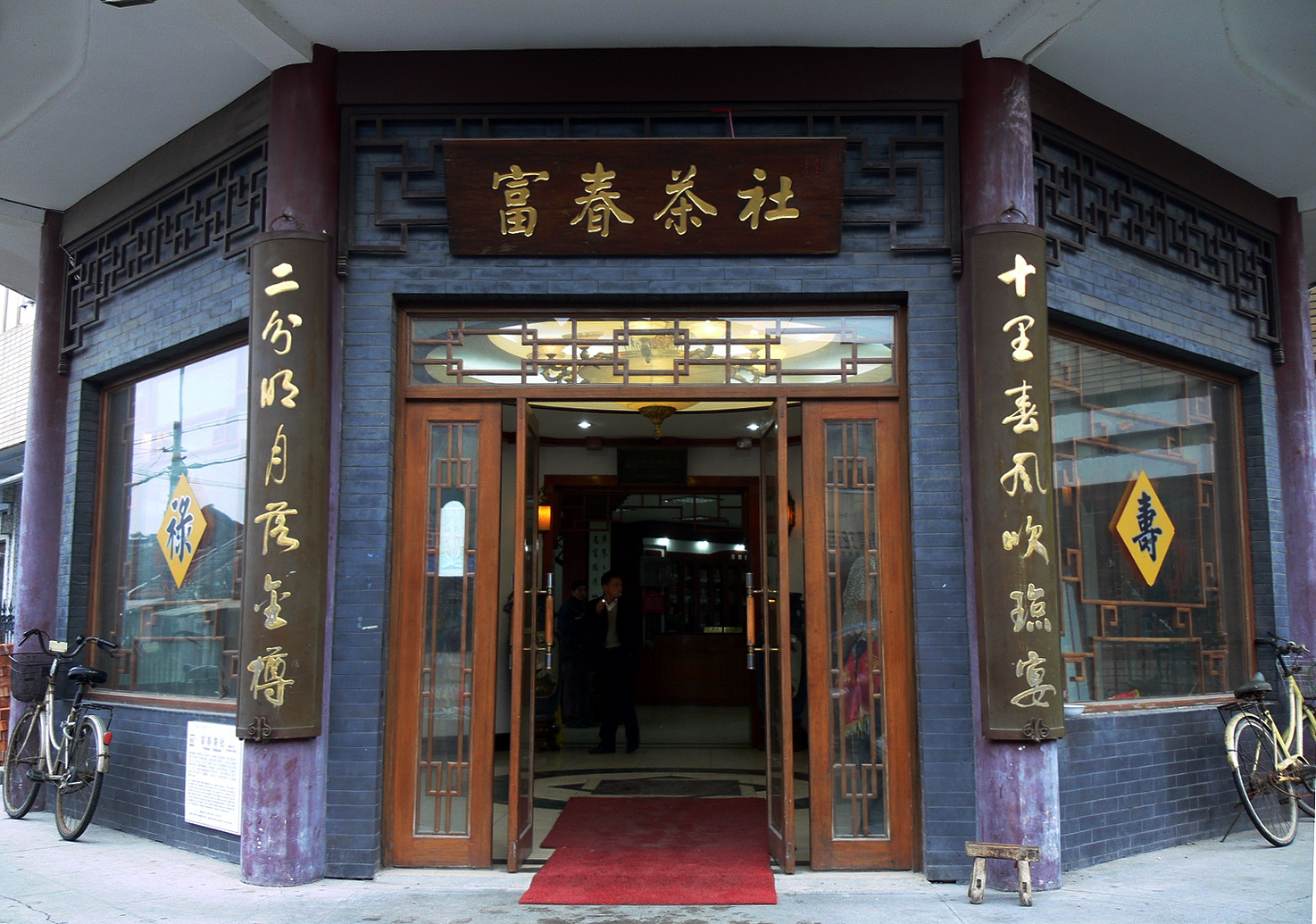
Phú Xuân trà xã

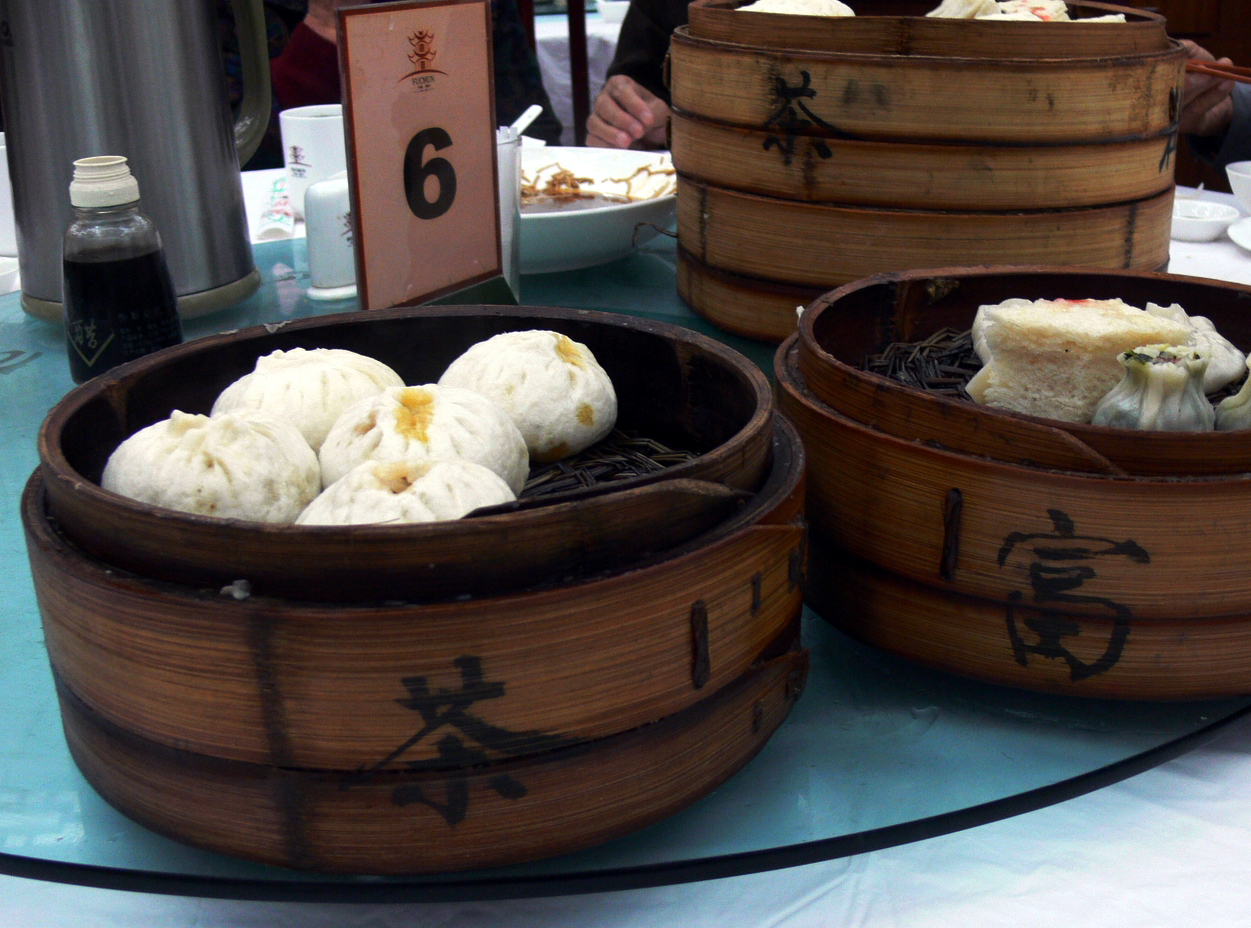
Bánh bao Tam Đinh

Phú Xuân trà xã (tiếng Trung: 富春茶社) là quán trà truyền thống mang tính lịch sử được thành lập vào năm 1885 cuối thời Thanh ở thành cổ Dương Châu, tỉnh Giang Tô, Trung Quốc, tọa lạc trên ngõ Đắc Thắng Kiều (得胜桥). 
Nơi đây vốn nổi tiếng với thương hiệu bánh bao Tam Đinh (三丁包) và trà tự làm Khôi Long Châu (魁龙珠).
Quán này từng giành được nhiều giải thưởng danh giá. Năm 2008, món điểm tâm truyền thống của trà xã được đưa vào danh sách di sản văn hóa phi vật thể của Trung Quốc và Phú Xuân chính thức được vinh danh là "Thương hiệu nổi tiếng Trung Quốc" vào năm 2010.